# Saint-Véran
Saint-Véran é uma comuna francesa na região administrativa da Provença-Alpes-Costa Azul, no departamento de Altos-Alpes. Estende-se por uma área de 44,75 km². Em 2010 a comuna tinha 220 habitantes (densidade: 4,9 hab./km²).
Pertence à rede das As mais belas aldeias de França.